# مديرية الإشارات الأسترالية
مديرية الإشارات الأسترالية (ASD؛ حتى عام 2013: مديرية إشارات الدفاع، DSD) هي وكالة حكومية أسترالية مسؤولة عن استخبارات الإشارات الأجنبية ودعم العمليات العسكرية والحرب الإلكترونية وأمن المعلومات. تعدّ ASD جزءًا من مجتمع الاستخبارات الأسترالي. دور ASD ضمن المعاهدة البريطانية الأمريكية (العيون الخمس) هو مراقبة استخبارات الإشارات (SIGINT) في جنوب وشرق آسيا. تضم ASD أيضًا مركز أمن الفضاء الإلكتروني الأسترالي.
أنشئت الوحدة في عام 1947 بموجب أمر تنفيذي كمكتب إشارات الدفاع في وزارة الدفاع، وخضعت لعدة تغييرات في الاسم إلى حين اعتماد اسمها الحالي مديرية الإشارات الأسترالية ASD في عام 2013. حُوِّلت ASD إلى هيئة قانونية بموجب قانون دائرة الاستخبارات لعام 2001. تقع ASD في كانبيرا، في مقر وزارة الدفاع في مكاتب راسل. اعتبارًا من ديسمبر 2017، كان مايك بيرجيس هو المدير العام لـ ASD، ليحلّ محل الدكتور باول تالوني، الذي ينتقل إلى منصب رفيع في مكتب التقييمات القومية. أصبحت ASD كهيئة قانونية مستقلة في 1 يوليو 2018.
في أبريل 2018، كان وزير الداخلية بيتر داتون قد أيّد اقتراحًا بتمكين ASD لجمع المعلومات الاستخبارية عن الأستراليين، ولكن قابل بعض الوزراء في مجلس الوزراء الاقتراح بمعارضة شديدة وحاجوا بعدم ضروريته. بموجب التشريع، يُسمح بالفعل لمنظمة الاستخبارات الأمنية الأسترالية (ASIO) والشرطة الفيدرالية الأسترالية (AFP) بطلب المساعدة من ASD في إجراء التحقيقات بشأن المواطنين والشركات الأسترالية.

## لمحة تاريخية
عملت المديرية تحت عدد من الأسماء المختلفة منذ تأسيسها:
- 1947 – مكتب إشارات الدفاع المنشأة داخل وزارة الدفاع
- 1949 – تم تغيير الاسم إلى فرع إشارات الدفاع
- 1964 – تم تغيير الاسم إلى شعبة إشارات الدفاع
- 1978 – تم تغيير الاسم إلى مديرية إشارات الدفاع بناءً على توصية من اللجنة الملكية للاستخبارات والأمن (لجنة الأمل)
- 2013 – تم تغيير الاسم إلى إدارة الإشارات الأسترالية [4]

كُلِفَت ASD بتاريخ رسمي في عام 2019، وسيغطي هذا التاريخ المنظمة من إنشائها إلى عام 2001.

## المهام والمسؤوليات
المهام الرئيسية لـ ASD هي جمع ونشر معلومات الاستخبارات الخارجية (SIGINT) وتوفير منتجات وخدمات أمن المعلومات إلى الحكومة الأسترالية وقوات الدفاع الأسترالية (ADF) وشركائها الأجانب والجيوش.
تُشغّل ASD على الأقل ثلاث محطات استقبال:
- محطة الاتصالات الساتلية الأسترالية للدفاع (ADSCS)، الواقعة في كوجرين، بالقرب من جيرالدتون، غرب أستراليا
- محطة استقبال خليج شوال، وتقع في خليج شوال، الإقليم الشمالي
- محطة صغيرة على جزر كوكوس (كيلينغ)[6]

كما تحتفظ ASD بقوة عاملة في باين غاب في وسط أستراليا
تعد محطة الاتصالات الساتلية الأسترالية للدفاع وخليج شوال جزءًا من شبكة تحليل إشارات الاستخبارات وتحليل إيكيلون في الولايات المتحدة. تساهم هذه المحطات أيضًا في استخبارات إشارات العديد من هيئات الحكومة الأسترالية، وكذلك شركاء المعاهدة البريطانية الأمريكية (UKUSA) الآخرين.
يعمل مشغلو الحرب الإلكترونية في فرقة الإشارات الملكية الأسترالية عملًا وثيقًا مع ASD. ويرتبط أيضًا فوج الإشارة السابع (الحرب الإلكترونية)، في ثكنة بورنيو في كابارالا، كوينزلاند، مع ASD.
بالإضافة إلى ذلك، أفادت التقارير أن العديد من السفارات الأسترالية والبعثات الخارجية تضم أيضًا منشآت صغيرة توفر تدفقًا من استخبارات الإشارات إلى ASD.

### المعاهدة البريطانية الأمريكية (العيون الخمس)
انضمت أستراليا إلى اتفاقية المعاهدة البريطانية الأمريكية في عام 1948، وهي معاهدة متعددة الأطراف للتعاون في مجال إشارات الاستخبارات بين أستراليا وكندا ونيوزيلندا والمملكة المتحدة والولايات المتحدة. يُعرف التحالف أيضًا باسم «العيون الخمس». انضمت دول أخرى، والمعروفة باسم «الأطراف الثالثة» كألمانيا الغربية والفلبين والعديد من بلدان الشمال الأوروبي إلى مجتمع المعاهدة البريطانية الأمريكية (UKUSA). نظرًا إلى أن المعاهدة كانت معاهدة سرية، لم يُكشف عن وجودها حتى لرئيس الوزراء الأسترالي حتى حلول عام 1973، عندما أصرّ غوف وايتلام على رؤيتها. عرفت الحكومة الأسترالية بأمر معاهدة UKUSA خلال مُداهمات ميرفي عام 1973 على مقر منظمة الاستخبارات الأمنية الأسترالية (ASIO). بعد معرفة الاتفاق، اكتشف ويتلام أن باين غاب، وهي محطة مراقبة سرية قريبة من أليس سبرينجز في أستراليا، كانت تديرها وكالة الاستخبارات المركزية الأمريكية (CIA). تعمل باين غاب الآن بالتعاون بين كل من أستراليا والولايات المتحدة.
لم يُكشف عن وجود المعاهدة للجمهور حتى عام 2005. في 25 يونيو 2010، وللمرّة الأولى، نشرت المملكة المتحدة والولايات المتحدة النص الكامل للمعاهدة علنًا، ويمكن الآن الاطلاع عليه عبر الإنترنت. بموجب الاتفاقية، تُشارك معلومات استخبارات ASD مع UKUSA إلى وكالات شريكة للمخابرات:
- وكالة الأمن القومي (NSA) – الولايات المتحدة
- مكاتب الاتصالات الحكومية البريطانية (GCHQ) – المملكة المتحدة
- مؤسسة أمن الاتصالات (CSE) – كندا
- مكتب أمن الاتصالات الحكومية (GCSB) – نيوزيلندا [12]

## الهيكل التنظيمي
يرأس مديرية الإشارات الأسترالية مدير عام ونائب مدير عام يشرفان على إستراتيجية المديرية. تضم ASD أيضًا مركز أمن الفضاء الإلكتروني الأسترالي ومجموعة إشارات الاستخبارات وعمليات الشبكة ومجموعة الشركة والقدرة.

### معلومات الاستخبارات الخارجية (SIGINT) ومجموعة عمليات الشبكة
إن مجموعة عمليات إشارات الاستخبارات والشبكات مسؤولة عن جمع وتحليل إشارات الاستخبارات والإنتاج وعمليات الوصول والتأثير القائمة على شبكة.ASD  تتألف المجموعة من شعبة الاستخبارات وشعبة عمليات الشبكة والوصول المسؤولتين عن استخبارات الإشارات الأجنبية والعمليات الإلكترونية الهجومية.

### معلومات الاستخبارات الخارجية (SIGINT) والقيادة الإلكترونية
أنشأ رئيس قوات الدفاع إشارات الدفاع الاستخباراتية (SIGINT) والقيادة الإلكترونية (DSCC) في يناير 2018 ليضم جميع أفراد ADF داخل ASD داخل وحدة سايبر المشتركة ووحدة معلومات الاستخبارات الخارجية المشتركة. يعتبر قائد قوات الدفاع إشارات الدفاع الاستخباراتية والقيادة الإلكترونية DSCC مسؤولًا أمام رئيس حرب المعلومات تحت قيادة رئيس القدرات المشتركة لقوات الدفاع. القائد حاليًا هو العميد البحري جيمس ماكورماك من البحرية الملكية الأسترالية والذي كان سابقًا المدير العام لدعم العمليات العسكرية في مديرية الإشارات الأسترالية.